# Bogusław Kędzia
Bogusław Kędzia (ur. 20 marca 1935 w Piastowie, zm. 2002) – polski chemik, profesor nauk chemicznych, wieloletni profesor i dyrektor Instytutu Chemii Nieorganicznej i Metalurgii Pierwiastków Rzadkich Politechniki Wrocławskiej, rektor tej uczelni od 1980 do 1981, specjalista z zakresu chemii koordynacyjnej i chemii pierwiastków ziem rzadkich, działacz komunistyczny.

## Życiorys

### Wykształcenie i działalność naukowa
W 1960 ukończył studia chemiczne na Politechnice Wrocławskiej. Od 1969 do 1972 był dyrektorem  Instytutu Chemii Nieorganicznej i Metali Pierwiastków Rzadkich na tej uczelni. W 1976 uzyskał tytuł profesora. W latach 1972–1979 był prorektorem, a od 1980 do 1981 pełnił funkcję rektora Politechniki Wrocławskiej.
Inicjował i rozwijał naukową współpracę z zagranicą. Od 1993 pracował w Centralnym Instytucie Ochrony Pracy w Warszawie. 

### Działalność polityczna
Od 1954 należał do Polskiej Zjednoczonej Partii Robotniczej. Od 1968 do 1971 pełnił funkcję I sekretarza Komitetu Uczelnianego PZPR na Politechnice Wrocławskiej. W 1968 był członkiem uczelnianej komisji dyscyplinarnej odpowiedzialnej za sankcje w stosunku do studentów, którzy brali udział w antykomunistycznych protestach marcowych i majowych we Wrocławiu. Od 1984 do 1985 był sekretarzem, a od 1989 do 1990 – I sekretarzem Komitetu Wojewódzkiego PZPR we Wrocławiu. W grudniu 1985 był zastępcą kierownika, a następnie do listopada 1989 pełnił funkcję kierownika Wydziału Nauki, Oświaty i Postępu Naukowo-Technicznego Komitetu Centralnego PZPR (od lutego do listopada 1989 pod nazwą Wydział Nauki i Oświaty).

## Odznaczenia
Został odznaczony: Krzyżem Kawalerskim, Oficerskim i Komandorskim Orderu Odrodzenia Polski, Medalem Komisji Edukacji Narodowej, Złotym Krzyżem Zasługi, Złotą Odznaką Politechniki Wrocławskiej i wyróżnieniami resortowymi.